# Hampsonodes lilacina
Hampsonodes lilacina là một loài bướm đêm trong họ Noctuidae.